# Diederik II (graaf van Limburg Hohenlimburg)
Diederik II graaf van Limburg Hohenlimburg (1276-9 augustus 1364) zoon van Everhard I en Agnes (mogelijk dochter van Dietrich I van Volmarstein).
Diederik huwde op 16 september 1297 met Irmgard van Greifenstein (weduwe van ridder Hildeger Heinrich van Birklin, uit het geslacht van Isenburg (niet te verwarren met Isenberg) dochter van Cracht Greiffenstein. Nadat zijn vader Everhard I in 1308 overlijdt, volgt hij op als Diederik II graaf van Limburg Hohenlimburg. 

Wapen van de Graven van Limburg te Hohenlimburg

## Levensloop
Met de burchtvoogd treft hij een regeling voor het voortzetten van diens ambt met jachtrecht en woonrecht op de Hohenlimburg. Over hoven, die door zijn vader aan het sticht Elsey werden verkocht, ontstaat met de abdis een hoog lopend conflict. Met als gevolg dat hij met zijn echtgenote Irmgard door de aartsbisschop van Keulen, Hendrik van Virneburg wordt geëxcommuniceerd. Pas na geruime tijd krijgen zij de absolute. Irmgard, die ook al kinderen had uit haar eerste huwelijk, overlijdt in 1324. Negen jaar later hertrouwt Diederik met Elisabeth van Strünkede (weduwe van Hendrik van Friemersheim). Rechten op slot Strünkede, een Kleefs leen, waren door Giselbert van Strünkede aan haar nagelaten. Oorkonden zoals op 13 september 1333 “Wi Dideric greue van Lymborch ende Lyse, onse wittelies wief, maken kont ende  kenlic allen luden, die desen brief soelen sien of horen lesen, dat wi hebben ouerdraghen semelic mit enen moghenden man ende edelen Dideric greue van Cleue enre zuonen van aller aenspraec ende recht …. “ worden steeds meer in de landstaal geschreven. Alleen als er geestelijken bij betrokken zijn blijft Latijn de geschreven hoofdtaal. De decaan van Keulen, Johan van Kleef “decanus et archidiaconus Coloniensis" laat weten dat gepachte landen en ambten van Recklinghausen en Dorsten uit de erfenis van Elisabeth in september 1336 van Diederik door de Keulse aartsbisschop, Walram van Gulick zijn afgekocht. Die moest daar zelfs bij zijn secretaris een aanzienlijk bedrag voor lenen. Zijn ambt, “Theodericus comes de Limburg, tune temporis officialis in Recklinhusen”, Ambtman van Recklinghausen had Diederik ook te danken aan erfenis van Elisabeth. 

#### Verbond
In de nu volgende jaren raakt Diederik meer dan eens betrokken bij gewapende conflicten. Zoals met ridder Henrik van Gemen in het voorjaar van 1340. Die had dat jaar in Erenzel, Brockhusen en Beke, onderhoven van het sticht Essen, waarvan Diederik erfvoogd was gemoord en gebrandschat. In die jaren overlijdt ook zijn oudste zoon en beoogd opvolger, ridder Everhart II op 11 november 1344. Met graaf Gullick, graaf van Berg en Ravensberg sluit Diederik II op 6 november 1348 samen met achterneven de heren van Limburg-Styrum en de heren van Broich een nieuw verbond. Door dat verbond zou later blijken, kon de bedreiging worden afgewend toen de opvolging door zijn kleinzoon Diederick III onder druk kwam te staan. 

#### Voogd van Rellinghausen
Diederik met zoon Cracht, een kanunnik voor het Sticht aan de dom van Essen, maken op 11 maart 1350 bekend de joden Nathan, Lefman en Vyvus met diens kinderen in bescherming te hebben genomen en spreekt af ze in- en uit hun woonplaats Dortmund te zullen begeleiden. In juni 1363 in zijn hoedanigheid van voogd van het sticht Rellinghausen raakt hij als “Gogrichter”, (rechter in een rechtsgebied), in conflict met de abdis van het sticht Essen over het Gog-, burger- en dagelijks gerecht. Na bemiddeling spreken ze af de opbrengsten, want daar was het hen om te doen, gezamenlijk te zullen delen. 

#### Opvolging
Diederik II die net als zijn grootvader Diederik I een hoge leeftijd van 88 zou bereiken, overleefde zijn zoon 20 jaar en sterft op St. Laurentius-avond, 9 augustus 1364. Zes jaar voor zijn dood op 14 april 1358 trof hij een regeling voor al zijn erfgenamen met betrekking tot zijn voogdij over Irentzel, Beke en Bruckhove (Brockhausen), voogdijhoven van het stift Essen. Elke voogdij hof telde meer dan tien afzonderlijke boerenhoeven die in het erfverdeling verdrag worden opgesomd. Zijn mannelijke erfgenamen waren zijn twee kleinzonen. Maar door het vooroverlijden van hun vader Everhard II zou volgens tegenstanders, het graafschap Limburg en de Hohenlimburg een “offen ledig huys” dat wil zeggen als leen vrijgevallen zijn. Diederik wist die bedreiging af te wenden. Kleinzoon Diederik III, die met zijn grootvader diens oorkonden ondertekende, volgt hem in 1364 op. Weldra huwt hij met Lukardis erfdochter van Broich en hij weet zijn grondgebied en invloed met de heerlijkheid Broich, aanzienlijk uit te breiden.

## Huwelijk en nakomelingen
Diederik II graaf van Limburg was gehuwd met Irmgard van Greiffenstein waarmee hij 10 kinderen kreeg, Everhard, Diederik, Hendrik, Jutta, Agnes, Kraft, Elisabeth, Irmgard, Johanna en Adelheid. Op 57-jarige leeftijd hertrouwt hij met Elisabeth, erfdochter van Strünkede, met haar kreeg hij geen kinderen.
- Everhard II  ca. 1298 11 november 1344. Gehuwd met Jutta  van Sayn.
- Diederik ca. 1299-1338
- Hendrik ca. 1299-1324
- Jutta ca. 1301-1368 Abdis van het sticht Herdecke. Huwde in 1322 met Dietrich van Wickede
- Agnes geboren ca. 1302
- Kraft ca. 1303-1350 Kanunnik van het sticht Essen
- Elisabeth ca. 1304 2 april 1358. Huwde in 1329 Herman van Münster te Meinhoven
- Irmgard ca. 1305 Stichtdame te Essen
- Johanna ca. 1307
- Adelheid ca. 1309